# Catarina de Áustria, Duquesa da Calábria
Catarina da Áustria (em alemão:  Katharina, em italiano:  Caterina; Viena, outubro de 1295 —  Nápoles, 18 de janeiro de 1323)  foi duquesa consorte da Calábria pelo seu casamento com Carlos da Calábria.

## Família
Catarina era a quarta filha e sétima criança nascida do rei Alberto I da Germânia e de Isabel de Gorizia-Tirol. Seus avós paternos eram Rodolfo I da Germânia e Gertrudes de Hohenberg. Seus avós maternos eram o duque Meinardo de Caríntia e Isabel da Baviera.
Ela teve onze irmãos, entre eles: Ana, primeiro foi esposa do marquês Hermano de Brandemburgo-Salzwedel e depois de Henrique VI da Silésia, duque da Breslávia; Inês, rainha da Hungria como consorte de André III da Hungria; o rei Rodolfo I da Boêmia; Isabel, duquesa de Lorena como esposa de Frederico IV de Lorena; Frederico, o Belo, rei dos Romanos; Leopoldo I, Duque da Áustria, marido de Catarina de Saboia; Alberto II da Áustria, marido de Joana de Pfirt; Henrique, marido de Isabel de Virneburg; Meinardo; Otão I da Áustria, e Judite, esposa do conde Luís VI de OettiNgen.

## Biografia
Catarina ficou noiva duas vezes antes de se casar. Primeiro, ela ficou noiva de Filipe I de Piemonte, em 23 de janeiro ou em 7 de maio de 1312. Ele tinha se separado da primeira esposa Isabel de Villehardouin. Porém, o noivado foi dissolvido.
No ano seguinte, em 1313, ela tornou-se noiva de Henrique VII do Sacro Império Romano-Germânico. Seus irmãos queriam criar uma aliança com o novo imperador. Contudo, ele morreu antes da união ocorrer.
Finalmente, em 23 de junho de 1316, ou no final daquele ano, aos 20 ou 21 anos, Catarina casou-se com o duque Carlos da Calábria, filho do rei Roberto I de Nápoles e de Violante de Aragão e Sicília.
Eles permaneceram casado por sete anos, mas não tiveram filhos.
Catarina faleceu em Nápoles, em 18 de janeiro de 1323, com apenas vinte e sete anos de idade. Foi sepultada na Basílica de São Lourenço Maggiore, em Nápoles.
O duque casou-se novamente com Maria de Valois, com quem teve a rainha Joana I de Nápoles.